# Meganura major
Meganura major är en stekelart som först beskrevs av Szepligeti 1900.  Meganura major ingår i släktet Meganura och familjen bracksteklar. Inga underarter finns listade i Catalogue of Life.